# Tatenice (železniční zastávka)
Tatenice (německy Tattenitz) je železniční zastávka, která se nachází na katastru obce Tatenice v okrese Ústí nad Orlicí, v obvodu stanice Krasíkov na železniční trati Česká Třebová – Přerov. Leží v nadmořské výšce 330 m mezi Tatenickým a Krasíkovským tunelem na mostě nad řekou Moravská Sázava v km 25,885.

## Popis
Původní vlaková zastávka byla postavena na okraji obce na původní olomoucko-pražské dráze v roce 1845, za výjezdem z Tatenického tunelu. První vlak projel zastávkou 1. září 1845, poslední pak 23. srpna 2004 ve 20:00 hodin. Původní kolej byla snesena, železniční násep zrekultivován a starý Tatenický tunel částečně zavalen.
V rámci rekonstrukce třetího železničního koridoru (optimalizace traťového úseku Krasíkov – Česká Třebová) byla postavena nová přeložka, která železniční trať napřímila a výrazně zkrátila. Součásti výstavby byly dva tunely a most, který je spojuje a překlenuje údolí řeky Moravská Sázava. V připomínkovém řízení byl dán požadavek obce Tatenice k výstavbě nové zastávky v náhradě za zrušenou. Nová železniční zastávka byla umístěna na mostě spojující Tatenický a Krasíkovský tunel v km 25,885.

## Most
Most (pracovní název Mezi tunely) je veden přes řeku Moravská Sázava a její zátopové území. Je navržen jako spřažený ocelobetonový most tvořený spojitou nosnou konstrukcí o šesti polích a dvěma krajními poli, které jsou součástí železobetonových podpěr, s horní spřaženou železobetonovou mostovkou. Krajní pole (1 a 8) jsou železobetonové rámové konstrukce, mezipole (2 až 7) tvoří spojitá spřažená ocelobetonová konstrukce s plnostěnnými hlavními nosníky.
Most je postaven na podkladu, který tvoří druhohorní horniny, zastoupeny pískovci a písčitými slínovci. Pilíře a opěry mostu jsou založeny na velkoprůměrových pilotách, které byly vrtány do různých hloubek, v závislosti na zjištěných geologických podmínkách.
Dříky pilířů (mají tloušťku jeden metr) jsou postaveny na úložných prazích z nichž je do pilířů vyvedena výztuž.
Opěry jsou krabicové monolitické z železobetonu a jsou součástí krajních pilířů. V každé opěře je průchod umožňující přístup na obě strany mostu. Na olomoucké pro pěší, na třebovské pro zemědělskou techniku.
Mostovka je tvořena monolitickými spřaženými betonovými deskami s ocelovou výztuží. Dvě desky jsou pod kolejovým ložem o proměnné tloušťce od 245 do 309 mm. Dvě samostatné desky jsou pod nástupištěm, na nich jsou umístěny odnímatelné železobetonové panely.

### Údaje o mostě
- celková délka mostu: 150,25 m,
- délka přemostění: 141,5 m,
- rozpětí mostních polí: 3,5 m + 4 × 20 m + 30 m + 6 m,
- volná šířka mostu: 13,637 m,
- šířka uprostřed mostu 14,177 m,
- traťová rychlost: 130 km/h pro klasické soupravy a 160 km/h pro vozy s naklápěcími skříněmi
- železniční svršek: UIC-60, bezstyková kolej na betonových pražcích B-91, s pružným bezpodkladnicovým upevněním,
- největší montážní dílec měl délku 20,4 m a hmotnost 7,5 tun,
- celková hmotnost ocelové konstrukce: pod kolejovým ložem je 404 t, pod nástupištěm je 118 t,
- ocelová konstrukce o hmotnosti 397,5 t byla vyrobena v roce 2003 v mostárně Hutních montáží v Moravském Krumlově,
- ocelová konstrukce pro nástupiště o hmotnosti 113,4 t byla vyrobena ve firmě FIRESTA,
- zhotovitelem mostu je firma FIRESTA-Fišer, rekonstrukce, stavby a. s.,
- projekční dokumentaci zabezpečily firmy Metroprojekt Praha a. s. a PIS Ing Pechal,
- výstavba: březen 2003– září 2004,
- první vlak po koleji č.1 projel v září 2004, plný provoz v říjnu 2004.

## Zastávka
Nástupiště je umístěno na vrchní části mostu, má šířku 3,025 m a délku 142 m. Povrch je tvořen odnímatelnými železobetonovými deskami s nášlapným pásem pro nevidomé. Na olomoucké straně jsou přístřešky pro cestující a také přístup na nástupiště, které je vybaveno osvětlením a rozhlasem.
Nástupiště je řešeno i pro průjezd záchranné techniky o hmotnosti do 3,5 t.
Zastávka neposkytuje odbavení cestujících, má bezbariérový přístup. K nové zastávce byla postavena nová přístupová cesta s malým parkovištěm a stojany na kola.